# Spiderbait
Spiderbait — австралійський alternative rock гурт, заснований у 1989 році Жанет Інгліш, Марком Мейєром (більш відомим як «Крам»), та Деміеном Вітті. 2004 року кавер гурту на пісню Леда Беллі «Black Betty» посів перше місце в головному австралійському чарті. П'ять їхніх альбомів увійшли до топ 20: The Unfinished Spanish Galleon of Finley Lake (1995), Ivy and the Big Apples (1996), Grand Slam (1999), Tonight Alright (2004) та Greatest Hits (2005). Гурт отримав дві нагороди ARIA Music Awards. Першу у 1997 за 'Найкращий альтернативний альбом' за Ivy and the Big Apples та другу у 2000 за 'Найкращу обкладинку' для їх синглу «Glokenpop». Починаючи з кінця 2004, гурт взяв перерву, щоб сконцентруватися на сольних проєктах та особистому житті, періодично повертаючись для випадкових концертів. Реліз наступного студійного альбому склався через дев'ять років, однойменний Spiderbait у листопаді 2013.

## Історія

### Ранні роки
У 1989, три майбутні учасники Spiderbait виступали разом: Жанет Інгліш (вокал та бас-гітара), Марк Мейєр (вокал та ударні) та Деміен Вітті або «Вітт» на гітарі. Усі вони виросли в маленькому містечку Фінлі, на півдні Нового Південного Уельсу, де Марк та його троюрідний брат Вітті ще школярами збирали джем-сейшни. Свої перші репетиції вони проводили по сараях та коморах у компанії з Джейн, пізніше Марк згадував: «Ми були відстойними! Ми були настільки відстойними… Я маю на увазі, що Джейн ніколи не зіграла навіть й однієї ноти за все своє життя». Марк навчив Джейн грати на бас-гітарі. Їх першими концертами були вечірки у друзів, де вони грали як безіменний гурт, виконуючи кавери AC/DC. На спільній вечірці, присвяченій 21 річниці Марка та Вітті, вони виступили під назвою Candy Spuds. Ця назва використовувалась лише під час одного концерту, потім вони почали назвались Spiderbaby.
У 1990, тріо переїхало до Мельбурну, де Марк вчився у Вікторіанському коледжі мистецтв. Незабаром вони стали частиною мельбурнської панк сцени, даючи концерти на майданчиках як The Tote Hotel у Колінгвуді. The Meanies надали раннього впливу на Spiderbait. Вони допомогли організувати їм перші концерти та отримати контакт із лейблом. Вони підписали контракт із Au-Go-Go Records та одразу ж були перейменовані на Spiderbait — на той час Spiderbaby вже використовувалась американським гуртом. Свій перший сингл, «Circle K», Spiderbait випустили у 1991 році. Після цього, у січні 1992, послідував EP під назвою P'tang Yang Kipper Bang Uh!, відображаючий трешовий хардкор-панк з їх ранніх концертів. Упродовж 1992 року вони активно підтримують американські гурти Rollins Band та Beastie Boys під час їхніх турне по Австралії.
Перший альбом Spiderbait Shashavaglava був виданий у травні 1993. 'Shashava glava' (сербське Шашава Глава, що в перекладі позначає 'шалена голова'). Альбом включав до себе усі пісні з P'tang Yang Kipper Bang Uh! та нові, як «Old Man Sam» та кавер на пісню The Goodies «Run». У березні 1994 «Run» був виданий як сингл.
Spiderbait підтримували американський гурт Primus під час їхнього турне по Австралії упродовж 1994 року.

### Основні контракти та сайд-проєкти
У 1995, Spiderbait підписали контракт з Polydor Records завдяки продюсеру Крейгу Кемберу, який вже в жовтні випустив їхній другий альбом The Unfinished Spanish Galleon of Finley Lake. Альбом посів 14-те місце в головному австралійському чарті, завдяки синглам «Monty» та «Jesus», яким надавалася масивна ротація по радіо. Назва альбому належить до реально існуючої незавершеної культурної пам'ятки у місті Фінлі: штучно зроблене озеро з точною копією іспанського корабля у ньому. Spiderbait сприяли своїй популярності, граючи переважно для аудиторії до 18 років. На ARIA Music Awards 1996 новий альбом отримав дві номінації: 'Найкращий альтернативний альбом' та 'Найкраща обкладинка'.
Їх третій альбом Ivy and the Big Apples був виданий у жовтні 1996 та посів 3-тє місце в ARIA Charts. Вже до 1997 року по результатам австралійської Асоціації звукозаписної індустрії (ARIA) альбом Ivy and the Big Apples отримав звання платинового. На думку багатьох фанатів та музикальних критиків, Ivy and the Big Apples вважається найкращим альбомом Spiderbait. Наступний сингл «Buy Me a Pony» набув широкої ротації по радіо, внаслідок чого більшість слухачів голосують за нього, як за самий улюблений сингл в рейтингу Hottest 100 of 1996 — це був перший австралійський гурт, що досяг такого успіху. В жовтні 1996 гурт гастролює Канадою та дає концерти в таких Американських містах, як Лос-Анджелес, Нью-Йорк та Сієтл. Третій сингл з цього альбому, «Calypso», був доданий до саундтреку фільму 10 речей, які я в тобі ненавиджу.
На початку 1998, Інгліш та її тодішній бойфренд Квон Йоменс сформували сайд-проєкт — гурт Happyland, котрий випустив їхній єдиний альбом Welcome to Happyland. У 2000 Happyland та сама пара розкололися. Також у 1998, Марк та Річі Л'юіс з Tumbleweed сформували сайд-проєкт — гурт The Hot Rollers. Їхній єдиний альбом The Hot Rollers був виданий в липні на лейблі Polydor.

### ВідGrand SlamдоTonight Alright
Spiderbait знову збираються у червні 1998, щоб записати альбом Grand Slam. В жовтні вони починають тур Японією. Продюсує альбом Пол Маккерчер. В лютому виходить сингл «Shazam!», який було включено до саундтреку однієї з серій серіалу Секс та місто.
Не дивлячись на те, що сингли «Stevie» та «Glokenpop» мали широку ротацію по радіо, жоден з них не потрапив навіть у топ 50.
Spiderbait записали альбом Tonight Alright з продюсером Сильвією Мессі (Red Hot Chili Peppers, R.E.M., Tool, System of a Down, Skunk Anansie). Усі пісні були записані дома у Думіена Вітті в Північному Мельбурні. Перший сингл альбому «Black Betty» був виданий в травні 2004. Це був кавер на пісню Леда Беллі 30-х років. Цей сингл посів перше місце після 10 тижнів знаходження у чарті синглів у травні 2004 та залишалася на цьому місці протягом трьох тижнів, стаючи їхнім найпродаванішим синглом. Наприкінці року, «Black Betty» отримала 2 платинових сертифіката. Ця пісня також була включена до саундтреків таких відеоігор, як Need for Speed: Underground 2 та Need for Speed: Rivals для консолі PSP.

### Під час перерви
Spiderbait пішли на перерву після гастролей на підтримку Tonight Alright, щоб зосередитись на сольних проєктах та особистому житті, хоча періодично повертаючись для випадкових концертів. В березні 2005 Інгліш народила дитину. У вересні Spiderbait випускають альбом-компіляцію Greatest Hits. Згідно з повідомленням на їх офіційному сайті, вони дізналися, що більшість нових фанатів Spiderbait не чули їхніх пісень до «Black Betty».
В жовтні 2005 Spiderbait грають у Мельбурні, в рамках Coca-Cola Live'n'Local Tour.
Гурт записав кавер на «Ghost Riders in the Sky» як основну тему для фільму Примарний вершник (2007), з Ніколасом Кейджем у головній ролі. Маленький уривок грає під час фільму, а вже у титрах пісня з'являється у повному обсязі. Пісня «Glokenpop» включена до відеогри LittleBigPlanet (2009) для консолі PlayStation Portable.. У березні 2009 Крам випускає свій дебютний сольний альбом Mix Tape. В грудні 2010 року Spiderbait підтримує Guns N' Roses на їхньому концерті в Сіднеї.

### Кінець перерви та новий альбом
В інтерв'ю на радіостанції Triple J, в лютому 2013 року, Крам оголосив, що Spiderbait були в студії, працюючи над своїм першим альбомом за останні сім років, кажучи «Ми робимо новий запис, і ми приблизно на півдорозі. Зараз ми просто пишемо демо і все йде дуже добре.»
Однойменний альбом Spiderbait вийшов 15 листопада 2013. Група дала концерт в той же день на прем'єрі відкриття Jam Gallery.

## Склад
- Жанет Інгліш (Жанет) — Бас-гітара, вокал
- Марк Мейєр (Kram) — вокал, ударник
- Деміен Вітті (Вітт) — Гітара

## Нагороди та номінації

### ARIA Awards
Spiderbait виграли дві з дев'ятнадцяти номінацій від головного австралійського чарта (ARIA).
| Рік  | Номіновано                                                                    | Нагорода                        | Результат |
| ---- | ----------------------------------------------------------------------------- | ------------------------------- | --------- |
| 1996 | The Unfinished Spanish Galleon of Finley Lake                                 | Найкращий альтернативний альбом | Номінація |
| 1996 | The Unfinished Spanish Galleon of Finley Lake — Жанет Інгліш, Джордж Стеджсік | Найкраща обкладинка             | Номінація |
| 1997 | Ivy and the Big Apples                                                        | Альбом року                     | Номінація |
| 1997 | Ivy and the Big Apples                                                        | Найкращий альтернативний альбом | Номінація |
| 1997 | Ivy and the Big Apples                                                        | Найкращий гурт                  | Перемога  |
| 1997 | Ivy and the Big Apples — Жанет Інгліш                                         | Найкраща обкладинка             | Номінація |
| 1997 | Ivy and the Big Apples — Філ Маккелар                                         | Режисер року                    | Номінація |
| 1997 | «Buy Me a Pony»                                                               | Сингл року                      | Номінація |
| 1997 | «Calypso» — Жанет Інгліш                                                      | Найкраще відео                  | Номінація |
| 1999 | Grand Slam                                                                    | Альбом року                     | Номінація |
| 1999 | Grand Slam                                                                    | Найкращий альтернативний альбом | Номінація |
| 1999 | Grand Slam — Жанет Інгліш, Джордж Стеджсік                                    | Найкраща обкладинка             | Номінація |
| 1999 | Grand Slam — Філ Маккелар                                                     | Режисер року                    | Номінація |
| 1999 | Grand Slam — Філ Маккелар                                                     | Продюсер року                   | Номінація |
| 2000 | «Glokenpop»                                                                   | Найкращий поп альбом            | Номінація |
| 2000 | «Glokenpop»- Жанет Інгліш                                                     | Найкраща обкладинка             | Перемога  |
| 2004 | Tonight Alright                                                               | Найкращий рок альбом            | Номінація |
| 2004 | «Black Betty»                                                                 | Найпродаваніший сингл           | Номінація |
| 2004 | «Black Betty» — Пол Батлер, Скотт Волтон (50/50)                              | Найкраще відео                  | Номінація |

## Дискографія
- Shashavaglava (1993)
- The Unfinished Spanish Galleon of Finley Lake (1995)
- Ivy and the Big Apples (1996)
- Grand Slam (1999)
- The Flight of Wally Funk (2001)
- Tonight Alright (2004)
- Spiderbait (2013)